# Zbor svečenikov sv. Pavla
Zbor svečenikov sv. Pavla je stanovsko društvo primorskih (slovenskih) rimskokatoliških duhovnikov, ki je bilo ustanovljeno 8. januarja 1920 v Sežani z namenom zavzemanja »za narodne pravice slovanske manjšine v Italiji«.

## Odlikovanja in nagrade
Leta 1997 je prejel zlati častni znak svobode Republike Slovenije z naslednjo utemeljitvijo: »ob petdesetletnici priključitve Primorske Sloveniji za zasluge v zmagovitem boju proti nacifašizmu ter za zvestobo slovenstvu v najhujših časih potujčevanja«.